# Scottish Challenge Cup
La Scottish Challenge Cup (por razones de patrocinio Petrofac Training Cup) es una competición de fútbol de Escocia en la que participan equipos de la Scottish Premiership, Primera, Segunda, Tercera División, más los campeones de la Highland Football League.
La competición se celebró por primera vez durante la temporada 1990-91, como la Copa Centenario B & Q, para celebrar el 100° aniversario de la formación de la Liga escocesa de fútbol. El primer ganador del torneo fue Dundee FC, que venció en la final al Ayr United. Falkirk es el equipo más exitoso en el torneo, con cuatro victorias, la última en 2012.

## Formato
La competición es similar a la de la propia Copa de Escocia, con el formato de eliminatorias directas, a un solo partido. Los equipos de la Tercera y Segunda División ingresan automáticamente a la primera ronda, mientras que los de la liga premier y la primera división, desde la tercera ronda.

## Nombres adoptados
Desde 1990 la Scottish Challenge Cup se nombra con el nombre de su patrocinador.
- 1990-1991：B&Q Centenary Cup
- 1991-1995：B&Q Cup
- 1995-1998：Scottish Football League Challenge Cup
- 1999-2001：Bell's Challenge Cup
- 2001-2008：Scottish Football League Challenge Cup
- 2008-2011：Alba Challenge Cup
- 2011-2014：Ramsdens Cup
- 2014-：Petrofac Training Cup

## Palmarés
| Temporada | Campeón                                                                                       | Resultado                                                                                     | Finalista                                                                                     | Sede de la final                                                                              |                                                                                               |
| --------- | --------------------------------------------------------------------------------------------- | --------------------------------------------------------------------------------------------- | --------------------------------------------------------------------------------------------- | --------------------------------------------------------------------------------------------- | --------------------------------------------------------------------------------------------- |
| 1990-91   | Dundee FC                                                                                     | 3–2                                                                                           | Ayr United                                                                                    | Fir Park, Motherwell                                                                          |                                                                                               |
| 1991-92   | Hamilton Academical                                                                           | 1–0                                                                                           | Ayr United                                                                                    | Fir Park, Motherwell                                                                          |                                                                                               |
| 1992-93   | Hamilton Academical                                                                           | 3–2                                                                                           | Morton                                                                                        | St. Mirren Park, Paisley                                                                      |                                                                                               |
| 1993-94   | Falkirk                                                                                       | 3–0                                                                                           | St Mirren                                                                                     | Fir Park, Motherwell                                                                          |                                                                                               |
| 1994-95   | Airdrieonians (1878)                                                                          | 3–2                                                                                           | Dundee FC                                                                                     | McDiarmid Park, Perth                                                                         |                                                                                               |
| 1995-96   | Stenhousemuir                                                                                 | 0–0 (5-4 pen)                                                                                 | Dundee United                                                                                 | McDiarmid Park, Perth                                                                         |                                                                                               |
| 1996-97   | Stranraer                                                                                     | 1–0                                                                                           | St Johnstone                                                                                  | Broadwood Stadium, Cumbernauld                                                                |                                                                                               |
| 1997-98   | Falkirk                                                                                       | 1–0                                                                                           | Queen of the South                                                                            | Fir Park, Motherwell                                                                          |                                                                                               |
| 1998-99   | Competencia suspendida debido a la falta de patrocinio                                        | Competencia suspendida debido a la falta de patrocinio                                        | Competencia suspendida debido a la falta de patrocinio                                        | Competencia suspendida debido a la falta de patrocinio                                        | Competencia suspendida debido a la falta de patrocinio                                        |
| 1999-00   | Alloa Athletic                                                                                | 4–4 (5-4 pen)                                                                                 | Inverness CT                                                                                  | Excelsior Stadium, Airdrie                                                                    |                                                                                               |
| 2000-01   | Airdrieonians (1878)                                                                          | 2–2 (3-2 pen)                                                                                 | Livingston                                                                                    | Broadwood Stadium, Cumbernauld                                                                |                                                                                               |
| 2001-02   | Airdrieonians (1878)                                                                          | 2–1                                                                                           | Alloa Athletic                                                                                | Broadwood Stadium, Cumbernauld                                                                |                                                                                               |
| 2002-03   | Queen of the South                                                                            | 2–0                                                                                           | Brechin City                                                                                  | Broadwood Stadium, Cumbernauld                                                                |                                                                                               |
| 2003-04   | Inverness CT                                                                                  | 2–0                                                                                           | Airdrie United                                                                                | McDiarmid Park, Perth                                                                         |                                                                                               |
| 2004-05   | Falkirk                                                                                       | 2–1                                                                                           | Ross County                                                                                   | McDiarmid Park, Perth                                                                         |                                                                                               |
| 2005-06   | St Mirren                                                                                     | 2–1                                                                                           | Hamilton Academical                                                                           | Excelsior Stadium, Airdrie                                                                    |                                                                                               |
| 2006-07   | Ross County                                                                                   | 1–1 (5-4 pen)                                                                                 | Clyde                                                                                         | McDiarmid Park, Perth                                                                         |                                                                                               |
| 2007-08   | St Johnstone                                                                                  | 3–2                                                                                           | Dunfermline Athletic                                                                          | Dens Park, Dundee                                                                             |                                                                                               |
| 2008-09   | Airdrie United                                                                                | 2–2 (3-2 pen)                                                                                 | Ross County                                                                                   | McDiarmid Park, Perth                                                                         |                                                                                               |
| 2009-10   | Dundee FC                                                                                     | 3–2                                                                                           | Inverness CT                                                                                  | McDiarmid Park, Perth                                                                         |                                                                                               |
| 2010-11   | Ross County                                                                                   | 2–0                                                                                           | Queen of the South                                                                            | McDiarmid Park, Perth                                                                         |                                                                                               |
| 2011-12   | Falkirk                                                                                       | 1–0                                                                                           | Hamilton Academical                                                                           | Almondvale Stadium, Livingston                                                                |                                                                                               |
| 2012-13   | Queen of the South                                                                            | 1–1 (6-5 pen)                                                                                 | Partick Thistle                                                                               | Almondvale Stadium, Livingston                                                                |                                                                                               |
| 2013-14   | Raith Rovers                                                                                  | 1–0                                                                                           | Rangers                                                                                       | Easter Road, Edimburgo                                                                        |                                                                                               |
| 2014-15   | Livingston                                                                                    | 4–0                                                                                           | Alloa Athletic                                                                                | McDiarmid Park, Perth                                                                         |                                                                                               |
| 2015-16   | Rangers                                                                                       | 4–0                                                                                           | Peterhead                                                                                     | Hampden Park, Glasgow                                                                         |                                                                                               |
| 2016-17   | Dundee United                                                                                 | 2–1                                                                                           | St Mirren                                                                                     | Fir Park, Motherwell                                                                          |                                                                                               |
| 2017-18   | Inverness CT                                                                                  | 1–0                                                                                           | Dumbarton                                                                                     | McDiarmid Park, Perth                                                                         |                                                                                               |
| 2018-19   | Ross County                                                                                   | 3–1                                                                                           | Connah's Quay Nomads                                                                          | Caledonian Stadium, Inverness                                                                 |                                                                                               |
| 2019–20   | Partido final no disputado; trofeo compartido por Inverness Caledonian Thistle y Raith Rovers | Partido final no disputado; trofeo compartido por Inverness Caledonian Thistle y Raith Rovers | Partido final no disputado; trofeo compartido por Inverness Caledonian Thistle y Raith Rovers | Partido final no disputado; trofeo compartido por Inverness Caledonian Thistle y Raith Rovers | Partido final no disputado; trofeo compartido por Inverness Caledonian Thistle y Raith Rovers |
| 2020–21   | Torneo cancelado                                                                              | Torneo cancelado                                                                              | Torneo cancelado                                                                              | Torneo cancelado                                                                              | Torneo cancelado                                                                              |
| 2021-22   | Raith Rovers                                                                                  | 3–1                                                                                           | Queen of the South                                                                            | Excelsior Stadium, Airdrie                                                                    |                                                                                               |
| 2022-23   | Hamilton Academical                                                                           | 1–0                                                                                           | Raith Rovers                                                                                  | Falkirk Stadium, Falkirk                                                                      |                                                                                               |
| 2023-24   | Airdrieonians                                                                                 | 2–1                                                                                           | The New Saints                                                                                | Falkirk Stadium, Falkirk                                                                      |                                                                                               |

## Títulos por club
| Club                         | Campeón | Años campeón           | Subcampeón | Años subcampeón  |
| ---------------------------- | ------- | ---------------------- | ---------- | ---------------- |
| Falkirk                      | 4       | 1994, 1998, 2005, 2012 | -          | —                |
| Ross County                  | 3       | 2007, 2011, 2019       | 2          | 2005, 2009       |
| Hamilton Academical          | 3       | 1992, 1993, 2023       | 2          | 2006, 2012       |
| Inverness Caledonian Thistle | 3       | 2004, 2018, 2020       | 2          | 2000, 2010       |
| Raith Rovers                 | 3       | 2014, 2020, 2022       | 1          | 2023             |
| Airdrieonians (1878)         | 3       | 1995, 2001, 2002       | -          | —                |
| Queen of the South           | 2       | 2003, 2013             | 3          | 1998, 2011, 2022 |
| Dundee FC                    | 2       | 1991, 2010             | 1          | 1995             |
| Airdrieonians (Airdrie Utd.) | 2       | 2009, 2024             | 1          | 2004             |
| Alloa Athletic               | 1       | 2000                   | 2          | 2002, 2015       |
| St Mirren                    | 1       | 2006                   | 2          | 1994, 2017       |
| St Johnstone                 | 1       | 2008                   | 1          | 1997             |
| Livingston                   | 1       | 2015                   | 1          | 2001             |
| Rangers                      | 1       | 2016                   | 1          | 2014             |
| Dundee United                | 1       | 2017                   | 1          | 1996             |
| Stenhousemuir                | 1       | 1996                   | -          | —                |
| Stranraer                    | 1       | 1997                   | -          | —                |
| Ayr United                   | -       | —                      | 2          | 1991, 1992       |
| Greenock Morton              | -       | —                      | 1          | 1993             |
| Brechin City                 | -       | —                      | 1          | 2003             |
| Clyde FC                     | -       | —                      | 1          | 2007             |
| Dunfermline Athletic         | -       | —                      | 1          | 2008             |
| Partick Thistle              | -       | —                      | 1          | 2013             |
| Peterhead                    | -       | —                      | 1          | 2016             |
| Dumbarton                    | -       | —                      | 1          | 2018             |
| Connah's Quay Nomads         | -       | —                      | 1          | 2019             |
| The New Saints               | -       | —                      | 1          | 2024             |